# 笨蛋不會感冒
笨蛋不会感冒（日语：／），又稱阿呆不會感冒，是一句日本谚语，意指笨蛋因為過於遲鈍，「所以即使患上了感冒，也不會察覺到有關症狀」。不過不少人會按字面意思去解讀這句谚语，即解作「笨蛋就不會感冒」。這句谚语有時會被當作都市傳說。

## 歷史
這種文字游戏在過去只於平民百姓之間流傳，但從文化時代左右開始，日本市面因印刷術的發展而湧現了大量印刷品。日語學者萩原義雄認為，「笨蛋不會感冒」很有可能於此時才廣為人知。
此外於1787年（天明7年）推出的著作《譬喻盡》（譬喩尽）當中，便有提到「信天翁不感冒」（信天翁凮不引）。研究者北村孝一表示，那個時代就有類近意思的句子。成於天保時代的古書《顔盡落語》（顔尽し落噺）亦提到「俗話說，愚人不會感冒……」。

## 意思
「笨蛋不會感冒」的原意並不是指「笨蛋就不會感冒」，而是指「笨蛋因為過於遲鈍，所以在冬天時即使得了感冒也不自知。要一直去到夏天才察覺到此事」。
但在一般對話當中，人們很多時候會按字面意思去解讀這句諺語，並將其當作一個調侃他人的笑話，比如對沒患上感冒的人說：「笨蛋不會感冒」、對患上了感冒的人則表示：「笨蛋不應該感冒才對啊？」。此外亦有意見認為這句諺語表達了容易感冒者對不易感冒者的羨慕或妒忌。
日本諺語「笨蛋才會在夏天時患上感冒」也表達了類似意思，其為「去到夏天才察覺到自己患上了感冒」的延伸。此一變種於後來亦被解作「在夏天患上感冒的人都是愚蠢的」。
「阿呆不會感冒」則可解作「由於笨蛋会無憂無慮地活着，所以他們不會搞壞自己的身體」、「由於笨蛋做人悠閒輕鬆，沒怎麼用到神經，所以不會感冒」、「笨蛋由於沒有要擔心的事，所以身體一直很好」。亦有觀點認為由於神經質的人身體很弱、容易感冒，所以人們反過來說「阿呆才……」。這亦引申出「會患上感冒即表示某人不是阿呆」的說法。

## 醫學上的解釋
雖然跟笨蛋的意思有所不同，但現有證據顯示心理壓力為普通感冒的風險因子，因此亦有人從此一角度分析這句諺語。雖然有說法指與悠閒輕鬆的人相比，神經質的人因要擔心很多事，不斷累積壓力，所以免疫力也會較弱，但截至2012年，尚沒有足夠證據顯示人格持質跟免疫力有關。

## 引用
1. 1 2  西谷編 2009，第44-45頁
2. 1 2 3 4  . エキサイトニュース (エキサイト). 2012-06-18: 1  [2017-02-05]. （原始内容存档于2017-02-06） （日语）.
3. 1 2 3 4  . Doctors Me (サイバー・バズ). 2015-06-01  [2017-02-05]. （原始内容存档于2020-06-08） （日语）.
4. 1 2 3 4 5 6  菊地 2005，第94頁
5. 1 2  並木 2015，第65-66頁
6. 1 2  尚学図書編 1982，第45頁
7. 1 2  前田編 1964，第49頁
8. ↑  . エキサイトニュース. 2012-06-18: 2  [2017-02-05]. （原始内容存档于2017-02-23） （日语）.
9. ↑  大後美保編 (编).  . メカトロ技術入門シリーズ. 東京堂出版. 1985-01-15: 59. ISBN 978-4-490-10188-1.
10. ↑  奥山益朗 (编).  . 東京堂出版. 1996-06-25: 17. ISBN 978-4-490-10423-3.
11. ↑  Allan, GM; Arroll, B. . CMAJ : Canadian Medical Association Journal. 2014-02-18, 186 (3): 190–99. PMC 3928210 . PMID 24468694. doi:10.1503/cmaj.121442.
12. ↑  友清 2012，第66-67頁
13. ↑  濵田朋久. . 2008-03-14  [2017-02-05]. （原始内容存档于2016-04-27）.
14. ↑  Cohen, S.; Janicki-Deverts, D.; Crittenden, C.N.; Sneed, R.S. . Segerstrom, S. C; Segerstrom, S.  (编). . Oxford University Press. 2012. ISBN 9780195394399. doi:10.1093/oxfordhb/9780195394399.013.0009.